# حديقة الطوية (العين)
حديقة الطوية هي واحدة من أبرز الوجهات السياحية في مدينة العين، في إمارة أبوظبي. تمثل الحديقة واحة خضراء مريحة في قلب المدينة، وتعد مكاناً مثالياً للراحة والاستجمام وسط الطبيعة. توفر الحديقة بيئة مثالية للأنشطة العائلية والترفيهية، مثل ركوب الدراجات، وممارسة الرياضة، واللعب في المساحات الخضراء الواسعة.

## معلومات عامة
تقع حديقة الطوية في مدينة العين، بالقرب من شارع الشيخ زايد بن سلطان آل نهيان، وتحيط بها العديد من المعالم السياحية. تم افتتاح الحديقة في عام 1996، وتغطي مساحة 110,000 متر مربع. منذ افتتاحها، أصبحت الحديقة من أبرز الأماكن التي تجذب الزوار من مختلف الأعمار.
تقدم حديقة الطوية مجموعة متنوعة من المرافق التي تجعلها وجهة مثالية للعائلات والزوار بشكل عام. تشمل هذه المرافق:
- المساحات الخضراء: توفر الحديقة مساحات شاسعة من العشب الأخضر، مما يجعلها مكانًا مثاليًا للنزهات والأنشطة الخارجية.
- الملاعب الرياضية: تحتوي الحديقة على ملاعب لكرة القدم وكرة السلة، بالإضافة إلى مسارات للمشي والجري.
- مناطق للأطفال: تضم الحديقة مناطق مخصصة للأطفال تحتوي على ألعاب ترفيهية مثل الأراجيح والزلاقات، مما يساعد على تنمية المهارات الحركية والإدراكية للأطفال.
- مرافق أخرى: تشمل أكشاك الطعام، مسرح متعدد الاستخدامات، نافورة مياه، بالإضافة إلى مظلات خشبية توفر مناطق جلوس مريحة.

توفر الحديقة العديد من الأنشطة الترفيهية والتفاعلية التي تناسب جميع الفئات العمرية، مثل:
- نزهات عائلية: تعتبر الحديقة مكانًا مثاليًا لقضاء أوقات ممتعة مع الأسرة في الهواء الطلق.
- المسابقات الفنية للأطفال: تُنظم الحديقة مسابقات فنية للأطفال بهدف تعزيز إبداعاتهم.
- ورش العمل التعليمية: تقام ورش عمل على مدار العام تتعلق بالزراعة المستدامة والفنون والحرف اليدوية.
- المناسبات الخاصة: تنظم الحديقة مهرجانات وفعاليات خاصة مثل أسواق الطعام والمناسبات الثقافية.

تقع الحديقة بالقرب من العديد من المعالم السياحية الشهيرة في مدينة العين، مثل:
- استاد هزاع بن زايد: ملعب رياضي كبير (4 دقائق بالسيارة).
- الجيمي مول: مركز تسوق يحتوي على مجموعة من المحلات التجارية والمطاعم (5 دقائق بالسيارة).
- جبل حفيت: من أبرز المعالم الطبيعية في المنطقة (4 دقائق بالسيارة).
- سد مبرزة التاريخي: موقع تاريخي قريب من الحديقة (حوالي 8 دقائق بالسيارة).

يمكن الوصول إلى حديقة الطوية بواسطة وسائل النقل المختلفة، مثل سيارات الأجرة، الحافلات العامة، أو المترو عبر أبوظبي ثم التنقل باستخدام الحافلات أو سيارات الأجرة.
تحتوي الحديقة على مناطق مخصصة للأطفال تشمل ألعاب آمنة مثل الأراجيح والزلاقات. توفر الحديقة أيضًا بيئة مثالية للعب والتفاعل مع الأطفال من مختلف الأعمار.

### معلومات إضافية
- الساعات: تفتح الحديقة أبوابها يوميًا على مدار 24 ساعة.
- رسوم الدخول: دخول الحديقة مجاني.
- رقم الاتصال: 8000 712 03